# 197
Năm 197 là một năm trong lịch Julius. 